# Mac OS X Jaguar
Mac OS X 10.2 Jaguar (ovvero giaguaro) è la terza versione del sistema operativo macOS sviluppato da Apple. È il successore di Mac OS X Puma e il predecessore di Mac OS X Panther. Jaguar è stato reso disponibile il 23 agosto 2002. Il sistema operativo è stato ben accolto dagli utenti Macintosh che lo hanno definito un grande passo nel campo della stabilità e della velocità in generale.

## Requisiti di Sistema
- Computer supportati: PowerMac G3, G4, G5, iMac, eMac, PowerBook G3, PowerBook G4, iBook
- Quantità di RAM richiesta: 128 megabyte (Raccomandata 256/512 MB per gli utenti che installano Mac OS X v10.2.8, in quanto il reale consumo di RAM del sistema operativo "a riposo" è di 200 MB.  Tuttavia può girare anche con 96 MB di RAM, se non serve la piena potenza).
- Tipologia di processore: PowerPC G3, G4, G5 (almeno 233 MHz).

## Caratteristiche
- Migliorato il supporto per le reti con sistemi Microsoft Windows
- Nuovo sottosistema grafico chiamato Quartz Extreme per delegare parte delle elaborazioni grafiche alla scheda video
- Filtro adattivo per ridurre le e-mail di spam
- Software di raccolta e organizzazioni dei contatti chiamato Rubrica Indirizzi
- Introdotta tecnologia Apple Bonjour per la realizzazione di reti autoconfiguranti
- iChat, client di Instant Messaging sviluppato da Apple e compatibile con il software AOL Instant Messenger
- Riscrittura del Finder con introduzione di funzioni di ricerca dentro le singole finestre
- Molti miglioramenti introdotti nell'Accesso universale
- Sherlock 3:Motore di ricerca e raccolta di informazioni su internet in grado di ordinarle e catalogarle
- Migliorata la velocità dell'intero sistema
- Il famoso Happy Mac che ha accolto gli utenti Macintosh all'avvio del system per 18 anni viene rimpiazzato dalla mela grigia odierna.

## Storia delle versioni
| Versione | Build  | Versione Darwin | Data rilascio     | Nome SO    |
| -------- | ------ | --------------- | ----------------- | ---------- |
| 10.2     | 6C115  | 6.0             | 24 agosto 2002    | Darwin 6.0 |
| 10.2     | 6C115a | 6.0             | 24 agosto 2002    | Darwin 6.0 |
| 10.2.1   | 6D52   | 6.1             | 18 settembre 2002 | Darwin 6.1 |
| 10.2.2   | 6F21   | 6.2             | 11 novembre 2002  | Darwin 6.2 |
| 10.2.3   | 6G30   | 6.3             | 19 dicembre 2002  | Darwin 6.3 |
| 10.2.3   | 6G37   | 6.3             | 19 dicembre 2002  | Darwin 6.3 |
| 10.2.3   | 6G50   | 6.3             | 19 dicembre 2002  | Darwin 6.3 |
| 10.2.4   | 6I32   | 6.4             | 13 febbraio 2003  | Darwin 6.4 |
| 10.2.5   | 6L29   | 6.5             | 10 aprile 2003    | Darwin 6.5 |
| 10.2.6   | 6L60   | 6.6             | 6 maggio 2003     | Darwin 6.6 |
| 10.2.7   | 6R65   | 6.7             | 22 settembre 2003 | Darwin 6.7 |
| 10.2.8   | 6R73   | 6.8             | 3 ottobre 2003    | Darwin 6.8 |
| 10.2.8   | 6S90   | 6.8             | 3 ottobre 2003    | Darwin 6.8 |